# Four Leaf Studios
Four Leaf Studios — коллектив независимых разработчиков, сформированный в 2007 году из участников онлайн-сообществ, прежде всего 4chan, с целью создания визуального романа Katawa Shoujo.

## История
Идея будущего проекта возникла после того, как художник Raita Honjou опубликовал в декабре 2000 года набросок персонажей, который позже стал основой для сценария игры. В январе 2007 года изображение активно обсуждалось на имиджборде 4chan, где собралась международная команда энтузиастов. Название студии отсылает к логотипу 4chan — четырёхлистному клеверу.

## Проекты
- The Answer (2008) — ранний проект студии.
- pXt (2009) — небольшой экспериментальный проект.
- Katawa Shoujo (2012) — основной и наиболее известный проект. Визуальный роман, выпущенный на движке Ren'Py и доступный для Windows, macOS и Linux. Лицензирован по CC-BY-NC-ND.[2]

## Разработка
Графика, музыка и анимация были созданы командой энтузиастов. Фоны в игре собраны из оригинальных фотографий, публичных доменов и снимков, сделанных фотографами команды (например, декорации школы основаны на изображениях Университета Брауна). Город вдохновлён Сэндаем.

## Выпуск
29 апреля 2009 года была выпущена демоверсия Act 1. Полная версия вышла 4 января 2012 года; последующие локализации: французская (8 июля 2013), русская (9 декабря 2013) и японская (1 апреля 2015). Последнее обновление (версия 1.3.1) вышло 6 июня 2015, после чего официальная поддержка проекта завершилась.

## Влияние и отзывы
Katawa Shoujo получила в целом положительные отзывы критиков и игроков. Особенно отмечалась уважительная и деликатная подача тематики, связанной с инвалидностью, а также органичное включение эротических сцен, которые не мешают повествованию и характеру персонажей.
Рецензент Tof Eklund на TIGSource описал игру как «не приторную симуляцию свиданий, а скорее глубокую эмоциональную историю», где герои не воспринимаются как «инвалидные объекты для спасения», а секс изображён реалистично и влияет на развитие отношений.
Автор Casper в 2025 году отмечает: «Katawa Shoujo — фантастическая визуальная новелла как для опытных читателей, так и для новичков… сексуальные сцены и даже обнажённость не навязчивы, они являются органичной частью истории».
Субъективные отзывы сообщества также подчёркивают эмоциональную значимость игры. Например:
> I don’t think it would be an overstatement to say that Katawa Shoujo kind of changed my life.  
> For many readers, Katawa Shoujo was one of their first pushes into more traditional VNs.

## Статус
На 2025 год студия не ведёт активную деятельность, новых проектов не анонсировала.